# Джагхед Джонс
Форсайт Пендлтон «Джагхед» Джонс III (англ. Forsythe Pendleton "Jughead" Jones III) — один з головних героїв франшизи Archie Comics, головний персонаж серіалу «Рівердейл». Джагхед вчиться в Старшій школі Рівердейла. Раніше коли заарештували його батька, був відправлений в прийомну сім'ю і переведений в Старшу школу Саутсайда. Близький друг Арчі Ендрюса і Бетті Купер. Є оповідачем в серіалі, писав роман про смерть Джейсона.

## Особистість
Джагхед — апатичний, цинічний хлопець із запальним характером і купою таємниць. Він спритний, розумний і добре відомий своєю письменницькою майстерністю та саркастичним гумором. Його так званий статус «фріка» дозволяє йому писати про Рівердейл — точніше, про вбивство Джейсона, з об’єктивної точки зору. Джагхед демонструє швидкий і нетерплячий характер, який демонструється в багатьох випадках. Тим не менш, він дуже лояльний, милий і турботливий, особливо коли це стосується його друзів. 
Джагхед захоплюється декількома речами, включаючи фільми та письменництво. Одна з цих пристрастей виявляє його слабкість до Бетті Купер, оскільки він погоджується приєднатися до шкільної газети The Blue and Gold, незважаючи на те, що не отримує повної творчої свободи, і супроводжує її в її пошуках Поллі та дізнається більше про смерть Джейсона.
Незважаючи на постійні помилки та п’яні невдачі батька, Джагхед завжди підштовхував його бути кращим і вважав свого батька людиною, яка заслуговує другого шансу, щоб змінитися. Після того, як Джагхед приєднався до Серпентс, він вирішив залишитися вірним собі та покращити банду. Він нав’язує ці переконання Зміям і виганяє всіх, хто не підкоряється, як це було у випадку з Шеріл і Тоні. Відтоді як приєднався до Зміїв, він сприймав їх більше як сім’ю, а не як банду.

## Зовнішність
Він блідий юнак, з коротким чорним волоссям і синьо-зеленими очима. Його стиль одягу тяжіє до темних кольорів: Фланелеві топи поверх футболок, часто з буквою «S» спереду, джинси з підвішеними підтяжками, джинсові куртки, сумка і його фірмова сіра в'язана шапочка. Іноді він одягає джинсову куртку змія.
Пройшовши через право проходу і пройшовши всі випробування, дані йому для того, щоб стати Південним Змієм, Джагхед пізніше отримав татуювання символу банди двоголового змія, на його плечі, показане на правій стороні його руки.

## Цікаві факти
- У коміксі Джагхед асексуал і єдине кохання у нього — це їжа.
- За коміксами, поки Джагхеду не виповнилося десять, Джонси були найбагатшою родиною в Рівердейлі, і діти постійно підлизуватися до нього. Поки його батько не вклав всі гроші в аферу з заводом з виробництва бутильованої води «Пьюрджаг», після цього у нього з'явилося прізвисько. «Пьюрджаг» перекладається як «чистий глечик», а прізвисько Джагхед, яке перекладається як «дурень», «простак», буквально означає «глечикова голова».